# Chaetomitrium
Chaetomitrium là một chi rêu trong họ Hookeriaceae.